# John O’Donohue
John O’Donohue (* 1. Januar 1956 im County Clare in Irland; † 4. Januar 2008 in Maubec, Frankreich) war ein irischer Philosoph, katholischer Priester und Schriftsteller.

## Biografie
John O’Donohue wurde 1956 geboren und wuchs in einem Bauerndorf in County Clare, einer kargen Landschaft im Westen Irlands auf. 1990 promovierte er an der Universität Tübingen mit der Schrift Person als Vermittlung.
Als Philosoph und Autor beschäftigte er sich mit keltischer Weisheit und keltisch-christlichem Gedankengut. Besonders bekannt wurde er mit dem Bestseller Anam Ċara (anɪm kɑɾɾɑ) – Das Buch der keltischen Weisheit (deutsch von Giovanni und Ditte Bandini). Darüber hinaus galt O’Donohue als profunder Kenner der Philosophie Hegels. Seit Mitte der 1990er Jahre lebte er in Connemara (County Galway). Anfang Januar 2008 ist er während eines Ferienaufenthaltes in Frankreich gestorben.
O’Donohue war als ein früherer katholischer Priester langjährig auch Mitglied einer Bürgerbewegung zur Erhaltung der landschaftlichen Unversehrtheit seiner Geburtsregion Burren und sprach Gälisch.

## Werke
- Anam Ċara. Das Buch der keltischen Weisheit. 14. Auflage. dtv, München 2004, ISBN 3-423-24119-5.[4]
- Echo der Seele. dtv, München 1999, ISBN 3-423-24180-2.[5]
- Schönheit: Vom Reichtum des Lebens. dtv, München 2004, ISBN 3-423-24391-0.[6]
  - Neuausgabe: Vom Reichtum des Lebens: Die Schönheit erwecken. dtv, München 2007, ISBN 978-3-423-34410-4.[7]
- Benedictus: Das Buch der irischen Segenswünsche. Pattloch, München 2009, ISBN 978-3-629-02220-2.
- Connemara Blues. Gedichte. Englisch und deutsch. dtv, München 2001, ISBN 3-423-24295-7.